# Seyches
Pour les articles ayant des titres homophones, voir Sèche et Seiche.
Seyches est une commune du sud-ouest de la France, située dans le département de Lot-et-Garonne, en région Nouvelle-Aquitaine.

## Géographie

### Localisation
Commune située sur la route nationale 133 entre Bergerac et Marmande.

### Communes limitrophes
Les communes limitrophes sont  Escassefort, Lachapelle, Miramont-de-Guyenne, Montignac-Toupinerie, Peyrière, Puymiclan et Virazeil.
| Lachapelle  | Peyrière  | Miramont-de-Guyenne  |
| Escassefort | Seyches   | Montignac-Toupinerie |
| Virazeil    | Puymiclan |                      |

### Climat
Pour des articles plus généraux, voir Climat de la Nouvelle-Aquitaine et Climat de Lot-et-Garonne.
Historiquement, la commune est exposée à un climat océanique aquitain.  
En 2020, Météo-France publie une typologie des climats de la France métropolitaine dans laquelle la commune est exposée à un climat océanique et est dans la région climatique Aquitaine, Gascogne, caractérisée par une pluviométrie abondante au printemps, modérée en automne, un faible ensoleillement au printemps, un été chaud (19,5 °C), des vents faibles, des brouillards fréquents en automne et en hiver et des orages fréquents en été (15 à 20 jours).
Pour la période 1971-2000, la température annuelle moyenne est de 13,1 °C, avec une amplitude thermique annuelle de 15,1 °C. Le cumul annuel moyen de précipitations est de 770 mm, avec 11,1 jours de précipitations en janvier et 6,4 jours en juillet. Pour la période 1991-2020, la température moyenne annuelle observée sur la station météorologique la plus proche, située sur la commune de Verteuil-d'Agenais à 13 km à vol d'oiseau, est de 13,8 °C et le cumul annuel moyen de précipitations est de 821,3 mm,. Pour l'avenir, les paramètres climatiques de la commune estimés pour 2050 selon différents scénarios d’émission de gaz à effet de serre sont consultables sur un site dédié publié par Météo-France en novembre 2022.

## Urbanisme

### Typologie
Au 1er janvier 2024, Seyches est catégorisée commune rurale à habitat dispersé, selon la nouvelle grille communale de densité à sept niveaux définie par l'Insee en 2022.
Elle est située hors unité urbaine. Par ailleurs la commune fait partie de l'aire d'attraction de Marmande, dont elle est une commune de la couronne,. Cette aire, qui regroupe 48 communes, est catégorisée dans les aires de 50 000 à moins de 200 000 habitants,.

### Occupation des sols

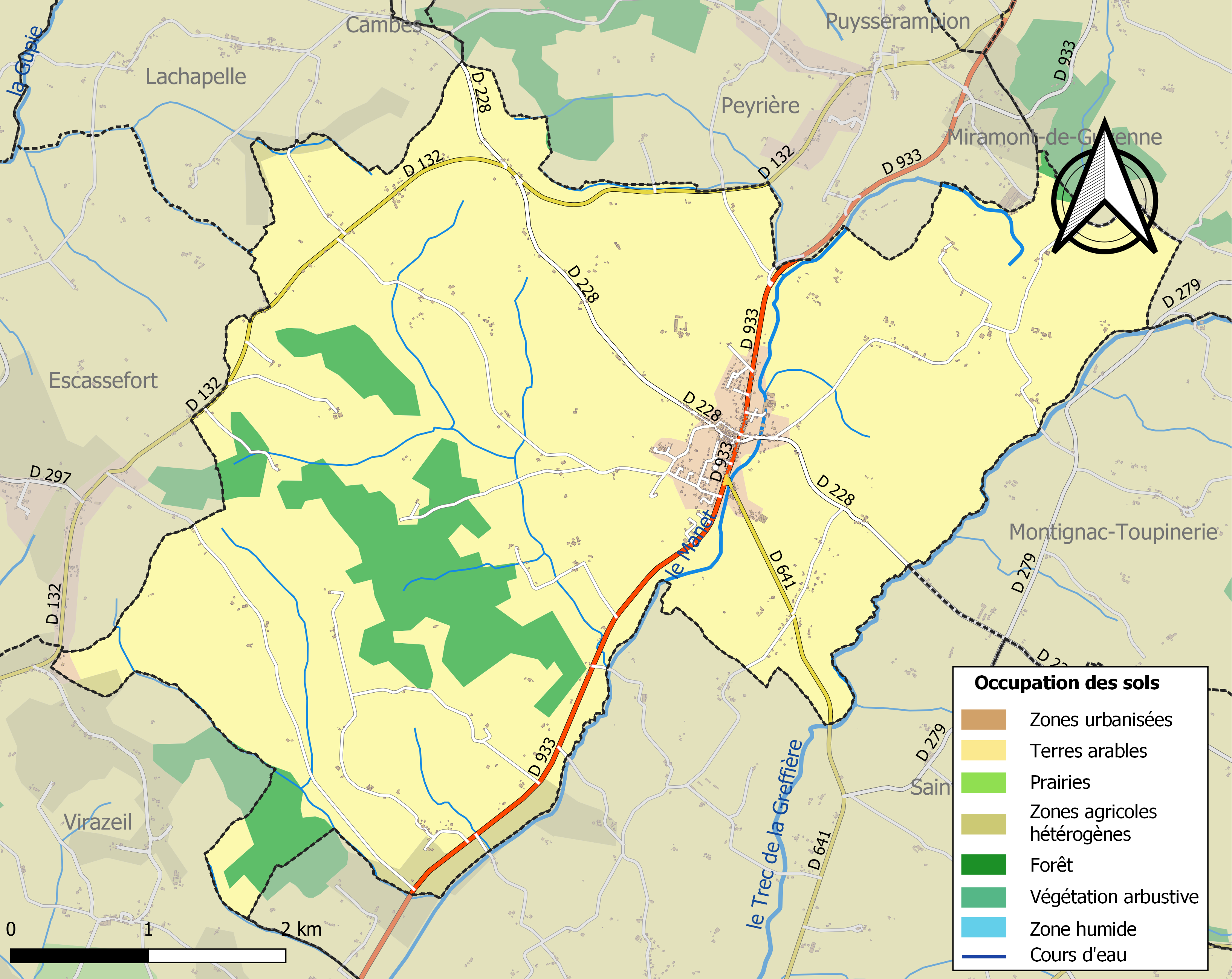
Carte des infrastructures et de l'occupation des sols de la commune en 2018 (CLC).

L'occupation des sols de la commune, telle qu'elle ressort de la base de données européenne d’occupation biophysique des sols Corine Land Cover (CLC), est marquée par l'importance des territoires agricoles (87,9 % en 2018), une proportion sensiblement équivalente à celle de 1990 (87,3 %). La répartition détaillée en 2018 est la suivante : 
terres arables (86,1 %), forêts (9,6 %), zones urbanisées (2,5 %), zones agricoles hétérogènes (1,8 %). L'évolution de l’occupation des sols de la commune et de ses infrastructures peut être observée sur les différentes représentations cartographiques du territoire : la carte de Cassini (XVIIIe siècle), la carte d'état-major (1820-1866) et les cartes ou photos aériennes de l'IGN pour la période actuelle (1950 à aujourd'hui).

### Risques majeurs
Le territoire de la commune de Seyches est vulnérable à différents aléas naturels : météorologiques (tempête, orage, neige, grand froid, canicule ou sécheresse), inondations, mouvements de terrains et séisme (sismicité très faible). Il est également exposé à un risque technologique,  le transport de matières dangereuses. Un site publié par le BRGM permet d'évaluer simplement et rapidement les risques d'un bien localisé soit par son adresse soit par le numéro de sa parcelle.

#### Risques naturels
Certaines parties du territoire communal sont susceptibles d’être affectées par le risque d’inondation par une crue à  débordement lent de cours d'eau, notamment le Trec de la Greffière et le Manet. La commune a été reconnue en état de catastrophe naturelle au titre des dommages causés par les inondations et coulées de boue survenues en 1982, 1983, 1999 et 2009,.
Les mouvements de terrains susceptibles de se produire sur la commune sont des tassements différentiels.

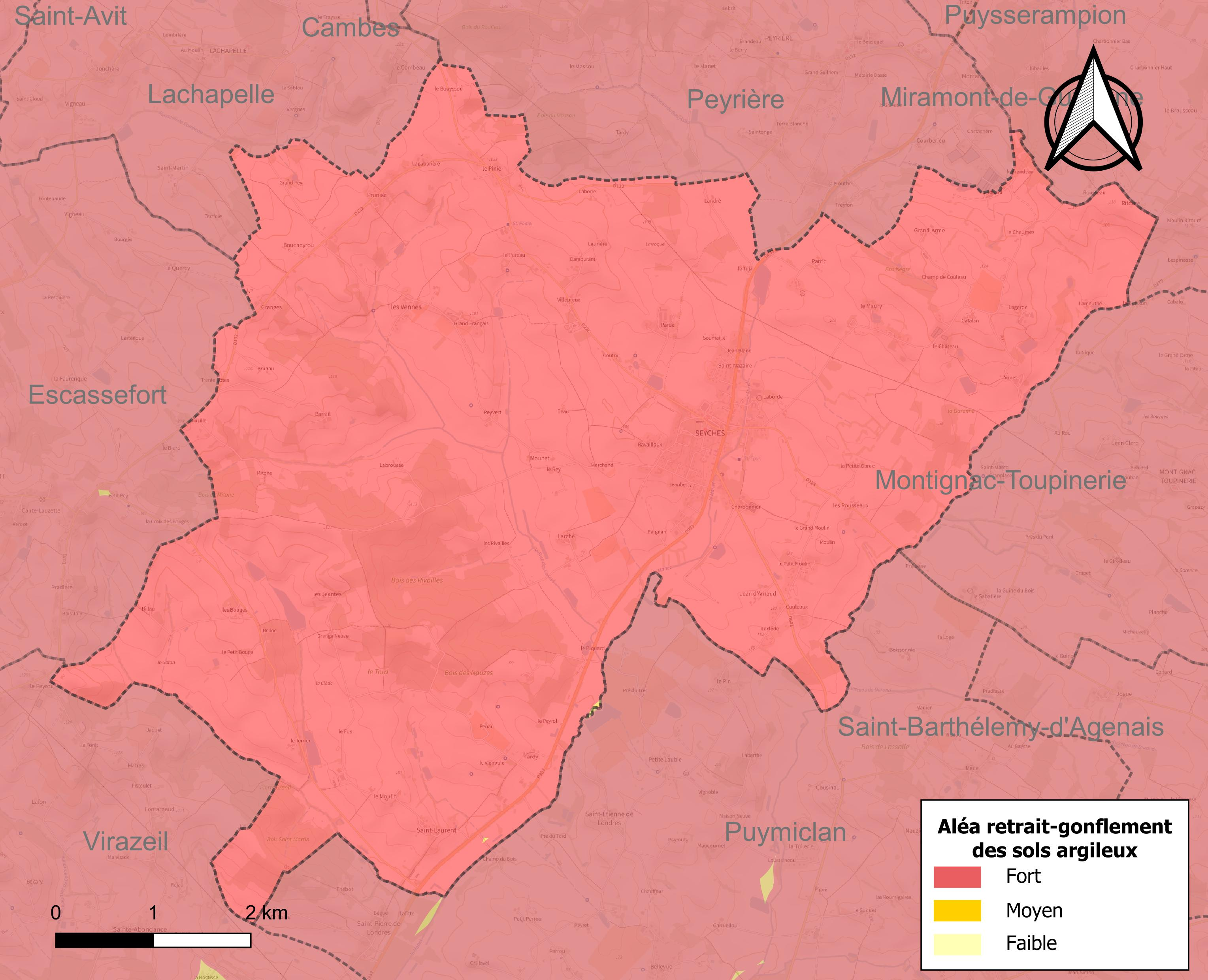
Carte des zones d'aléa retrait-gonflement des sols argileux de Seyches.

Le retrait-gonflement des sols argileux est susceptible d'engendrer des dommages importants aux bâtiments en cas d’alternance de périodes de sécheresse et de pluie. La totalité de la commune est en aléa moyen ou fort (91,8 % au niveau départemental et 48,5 % au niveau national). Depuis le 1er octobre 2020, en application de la loi ELAN, différentes contraintes s'imposent aux vendeurs, maîtres d'ouvrages ou constructeurs de biens situés dans une zone classée en aléa moyen ou fort,.
Concernant les mouvements de terrains, la commune a été reconnue en état de catastrophe naturelle au titre des dommages causés par la sécheresse en 1989, 2003 et 2011 et par des mouvements de terrain en 1999.

## Toponymie
Le nom de la commune viendrait d’un patronyme gallo-romain Seppius ou, à la suite d'invasions de tribus barbares, de celui d'une colonie de ces dernières qui s'était établie dans la région.

## Histoire
À l'époque gallo-romaine, des thermes se trouvaient à l'emplacement d'une source aujourd'hui tarie ou détournée. La source était située au lieu-dit « Aigua Cauda » (eau chaude) dans un pré de la propriété de « Soumaille ».
Cette source, venue d'Auvergne, était connue à Rome. Elle guérissait (toutes) les maladies. Un notable romain venu s'y soigner, guérit et décida de créer des thermes en ce lieu. Un parchemin a été retrouvé, attestant la guérison d'une personne venue faire une cure mais aujourd'hui même les thermes n'existent plus.
Ainsi que la plupart des villes et villages de la région, Seyches fut longtemps sous la dépendance du roi d'Angleterre, duc d'Aquitaine, depuis le remariage d'Aliénor d'Aquitaine avec Henri II Plantagenêt. 

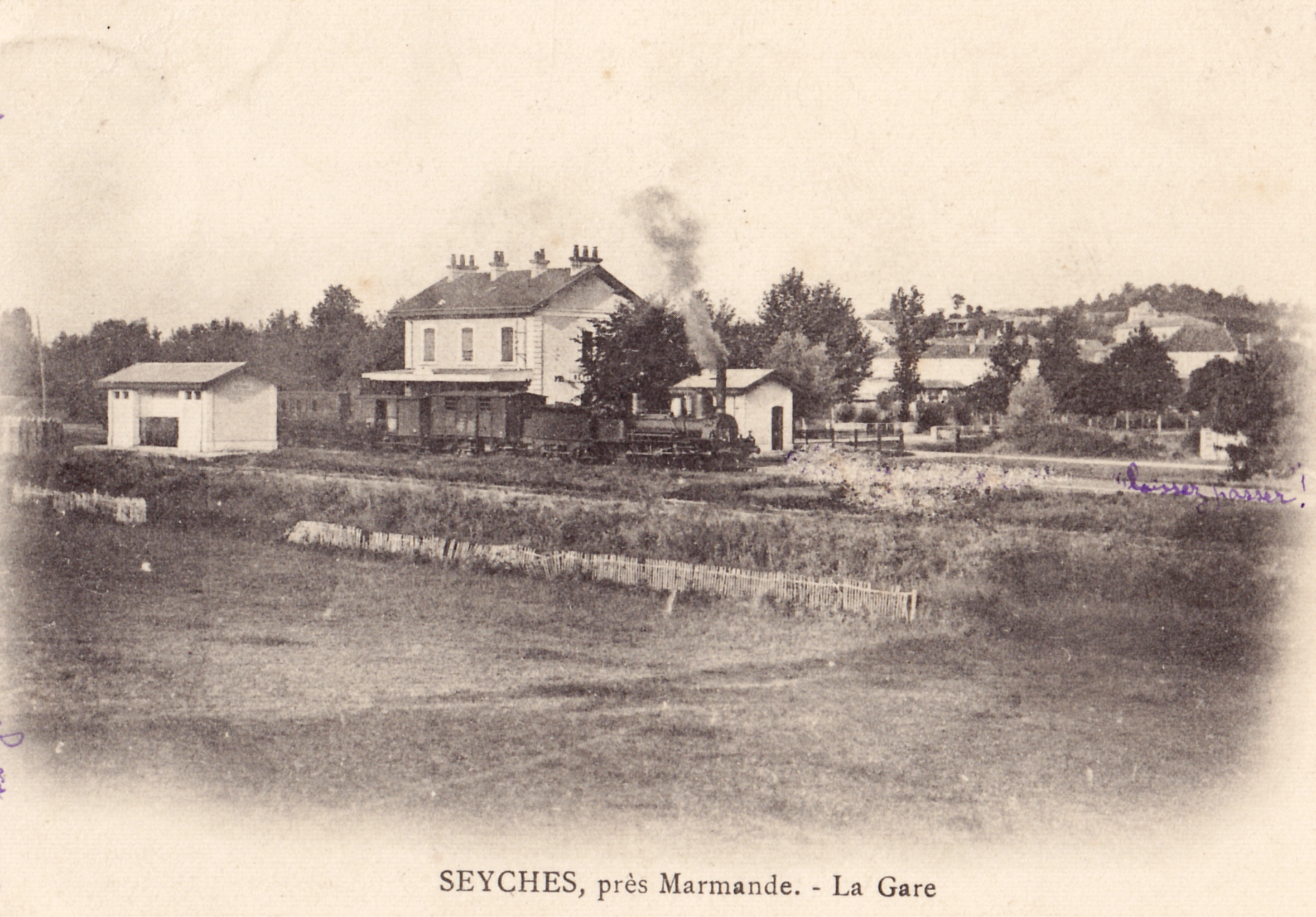
La commune fut desservie par le chemin de fer (ligne de Magnac - Touvre à Marmande) de 1886 à 1953.
ON voit ici la gare, photographiée vers 1903.

Seyches, se tourne aujourd'hui résolument vers l'avenir et le tourisme. Une école maternelle a été créée dans l'ancienne gare qui desservait autrefois la ligne Marmande-Bergerac. Le style a été conservé. La halle du marché (ancien marché aux veaux) a été restaurée et accueille les marchés aux fruits, légumes, fleurs, vêtements, chaises, fromages, volailles, poissons... le vendredi matin. Comme on le verra plus loin, Seyches occupe dans la Communauté de Communes, une place majeure en ce qui concerne la diversité des commerces, artisans, professions libérales, services publics et associations de toutes sortes.[non pertinent]

## Politique et administration

### Tendances politiques et résultats
Lors des élections municipales de 2014 en Lot-et-Garonne, la liste DVG  menée par le maire sortant Serge Cadret était la  seule candidate et a donc été élue en totalité, lors d'un scrutin marqué par 32,10 % d'abstention
Lors du premier tour des élections municipales de 2020 en Lot-et-Garonne, la liste menée par le maire sortant Serge Cadret obtient la majorité absolue des suffrages exprimés, avec 259 voix (58,47 %), devançant largement celle menée par André Coriou, qui a obtenu 184 voix (41,53 %), lors d'un scrutin marqué par un taux d'abstention de 41,61 % dans un contexte marquié par la Pandémie de Covid-19 en France

### Liste des maires
| Période                                  | Période                      | Identité                | Étiquette | Qualité                                                               |
| ---------------------------------------- | ---------------------------- | ----------------------- | --------- | --------------------------------------------------------------------- |
| Les données manquantes sont à compléter. |                              |                         |           |                                                                       |
| mars 1983                                | 1985                         | Claude Garry            |           |                                                                       |
| 1985                                     | décembre 1997                | Jacques Constant        |           | Démissionnaire                                                        |
| décembre 1997                            | août 2011                    | Jean-François Boufferon | UMP       | Négociant en grains Démissionnaire                                    |
| 30 septembre 2011                        | décembre 2020                | Serge Cadret            | DVG       | Responsable voirie de Val de Garonne Agglomération Décédé en fonction |
| janvier 2021                             | En cours (au 6 janvier 2021) | Emmanuel Vigo           |           |                                                                       |

## Démographie
Les habitants sont appelés les Seychois
L'évolution du nombre d'habitants est connue à travers les recensements de la population effectués dans la commune depuis 1793. Pour les communes de moins de 10 000 habitants, une enquête de recensement portant sur toute la population est réalisée tous les cinq ans, les populations de référence des années intermédiaires étant quant à elles estimées par interpolation ou extrapolation. Pour la commune, le premier recensement exhaustif entrant dans le cadre du nouveau dispositif a été réalisé en 2008.

En 2022, la commune comptait 1 057 habitants, en évolution de +0,96 % par rapport à 2016 (Lot-et-Garonne : −0,18 %, France hors Mayotte : +2,11 %).
| 1793  | 1800  | 1806  | 1821  | 1831  | 1836  | 1841  | 1846  | 1851  |
| ----- | ----- | ----- | ----- | ----- | ----- | ----- | ----- | ----- |
| 1 305 | 1 195 | 1 328 | 1 502 | 1 432 | 1 384 | 1 328 | 1 455 | 1 362 |

| 1856  | 1861  | 1866  | 1872  | 1876  | 1881  | 1886  | 1891  | 1896  |
| ----- | ----- | ----- | ----- | ----- | ----- | ----- | ----- | ----- |
| 1 429 | 1 397 | 1 381 | 1 378 | 1 348 | 1 325 | 1 269 | 1 162 | 1 084 |

| 1901  | 1906  | 1911  | 1921 | 1926 | 1931 | 1936 | 1946 | 1954  |
| ----- | ----- | ----- | ---- | ---- | ---- | ---- | ---- | ----- |
| 1 100 | 1 098 | 1 092 | 887  | 952  | 954  | 949  | 982  | 1 025 |

| 1962  | 1968  | 1975 | 1982 | 1990  | 1999 | 2006 | 2008 | 2013  |
| ----- | ----- | ---- | ---- | ----- | ---- | ---- | ---- | ----- |
| 1 015 | 1 023 | 953  | 990  | 1 021 | 869  | 965  | 989  | 1 002 |

| 2018  | 2022  | - | - | - | - | - | - | - |
| ----- | ----- | - | - | - | - | - | - | - |
| 1 052 | 1 057 | - | - | - | - | - | - | - |

## Culture locale et patrimoine

### Lieux et monuments
- L'église du Martyre-de-Saint-Jean-Baptiste a été inscrite au titre des monuments historiques en 1998[33],[34].
- Église Saint-Laurent de Seyches.
- La porte de ville fortifiée : des quatre portes  qui permettaient l'accès à l'intérieur du village, ne subsiste que celle attenante à l'église, route de Lévignac-de-Guyenne, qui a été transformée en clocher au XVIIe siècle[35] ; une deuxième porte sans doute située vers le pont du Stade fut détruite par une crue du Trec ; une troisième était située derrière la mairie, route de Marmande ; quant à la quatrième, aucune trace n'en a été retrouvée mais devait se situer vers la route de Miramont-de-Guyenne.
- Le monument aux morts, placé devant une des arcades vitrée de l'hôtel de ville, est particulièrement imposant et remarquable.
- L'ancien château : berceau de grandes familles comme au XIIe siècle, les Rudel et les d'Albret. Au XIVe siècle, les Ferrand, seigneurs de Mauvezin. Au XVIe siècle, les Lafargue, seigneurs de Lacassagne, près d'Agen (Boé), et les Ségur, barons de Pardaillan. Ces derniers étaient protestants et participèrent aux guerres de religion. L'important château qui se dressait dans le village, à l'emplacement de celui existant de nos jours, fut détruit par Blaise de Montluc.
- Le château Le Bouge (Seyches) fut bâti au XVIIIe siècle, bénéficie d'une vue imprenable sur les collines de Guyenne et fut la demeure d'aristrocrates et riches marchands lot-et-garonnais.
- La place du village était un ancien cimetière où furent enterrés de grands seigneurs dont le comte de Villepreux. Quelques souterrains, non encore explorés, existeraient sous certaines parties du village.

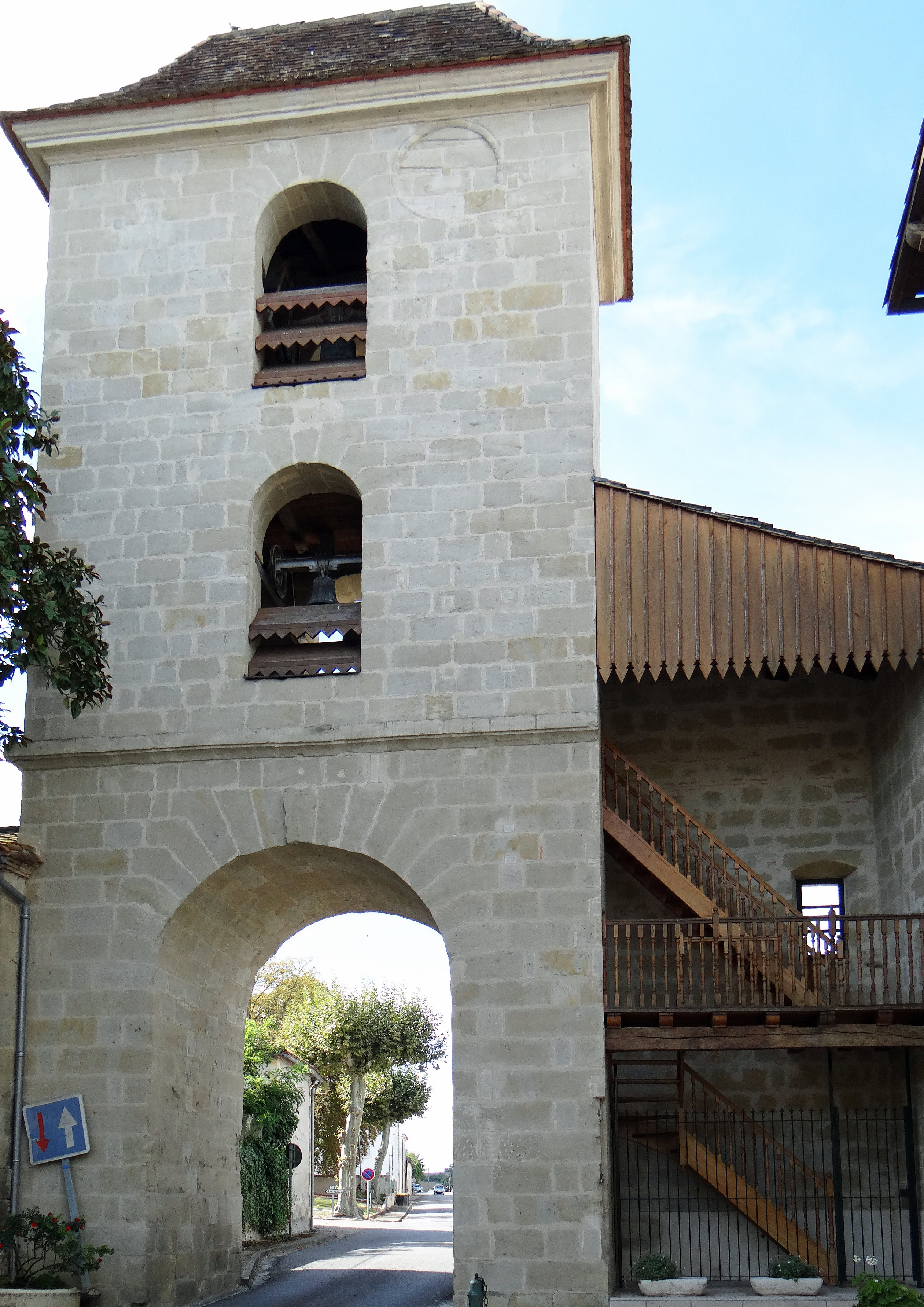
Le clocher de l'église, ancienne porte de ville
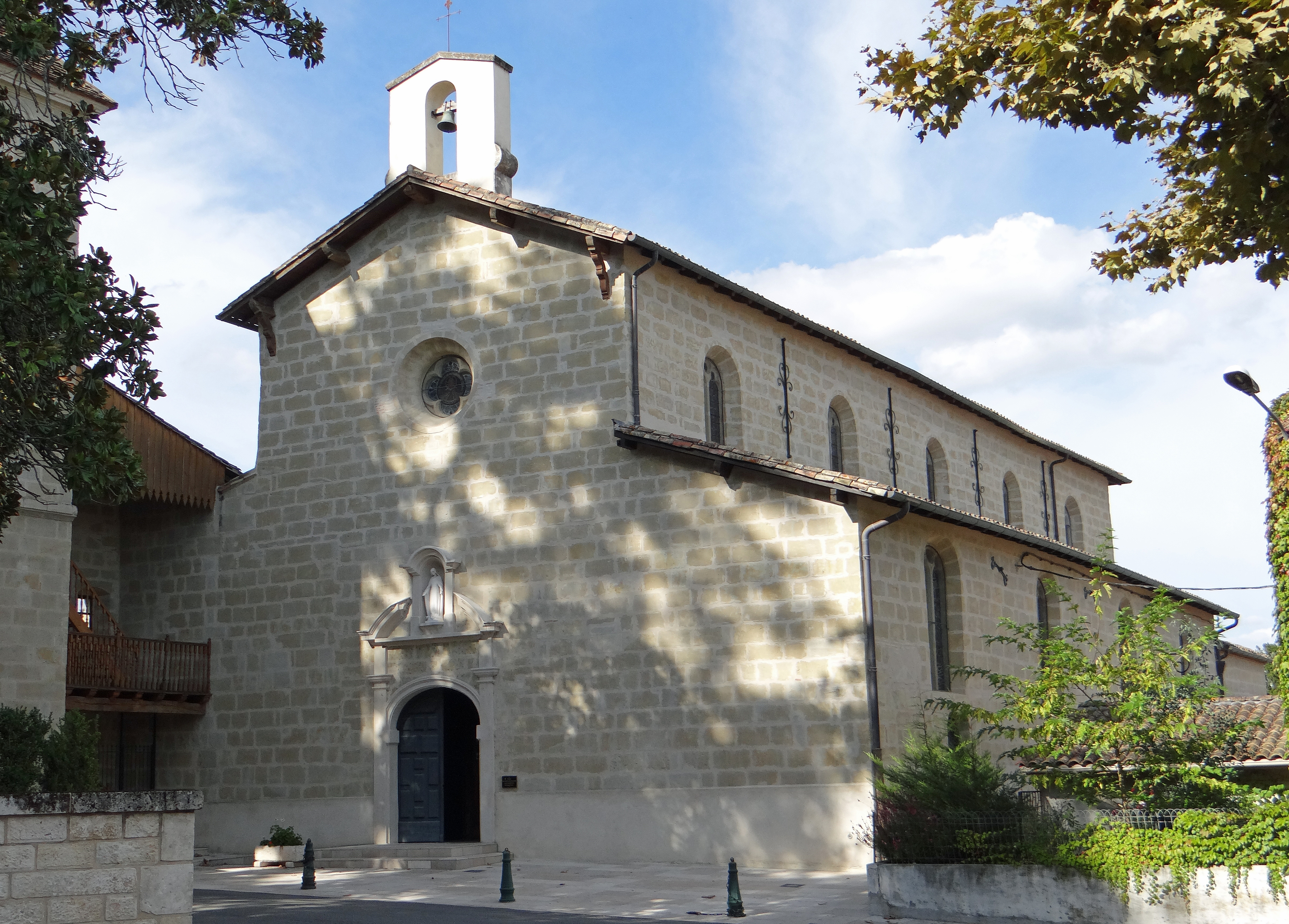
L'église du Martyre-de-Saint-Jean-Baptiste
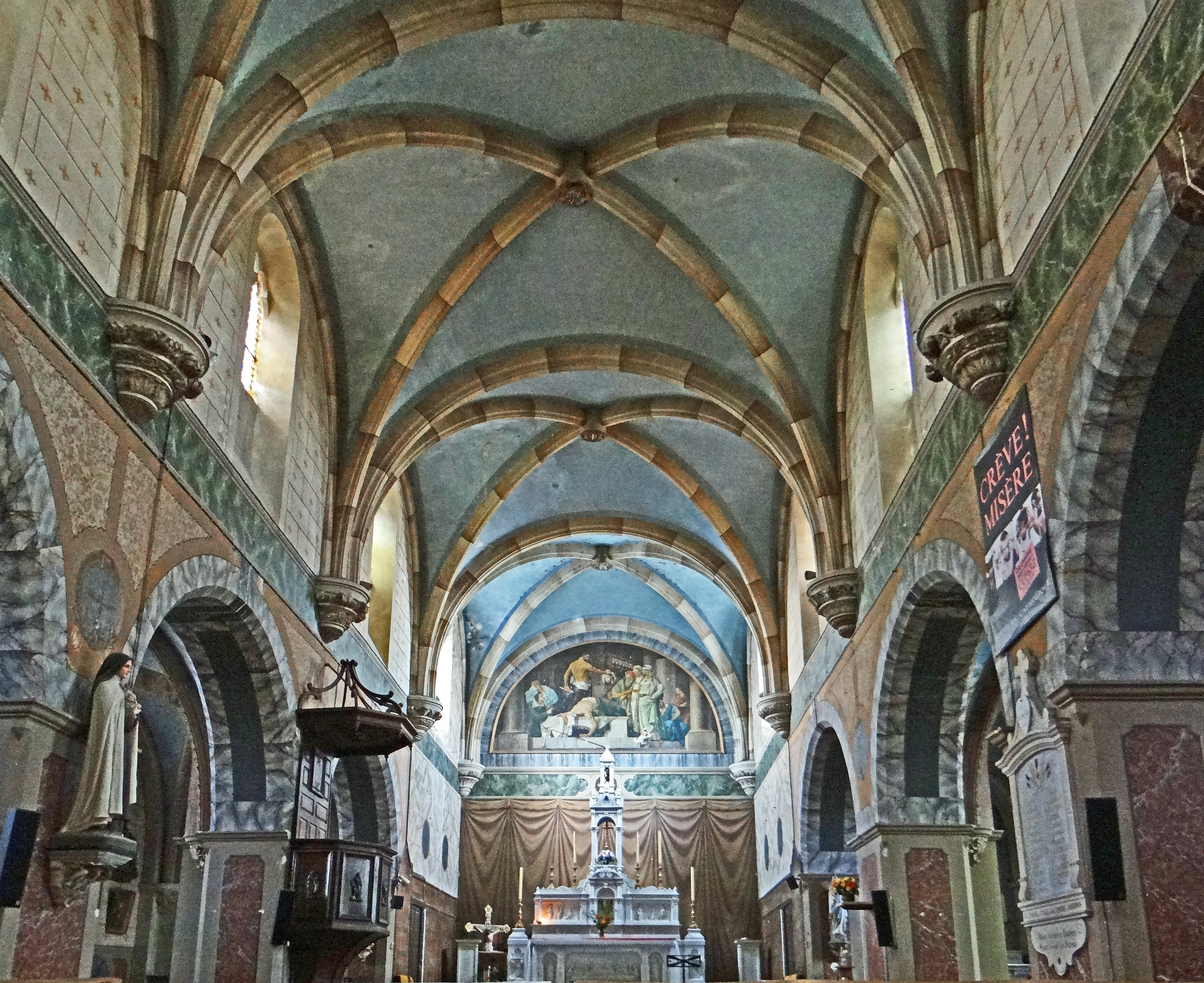
La nef de l'église
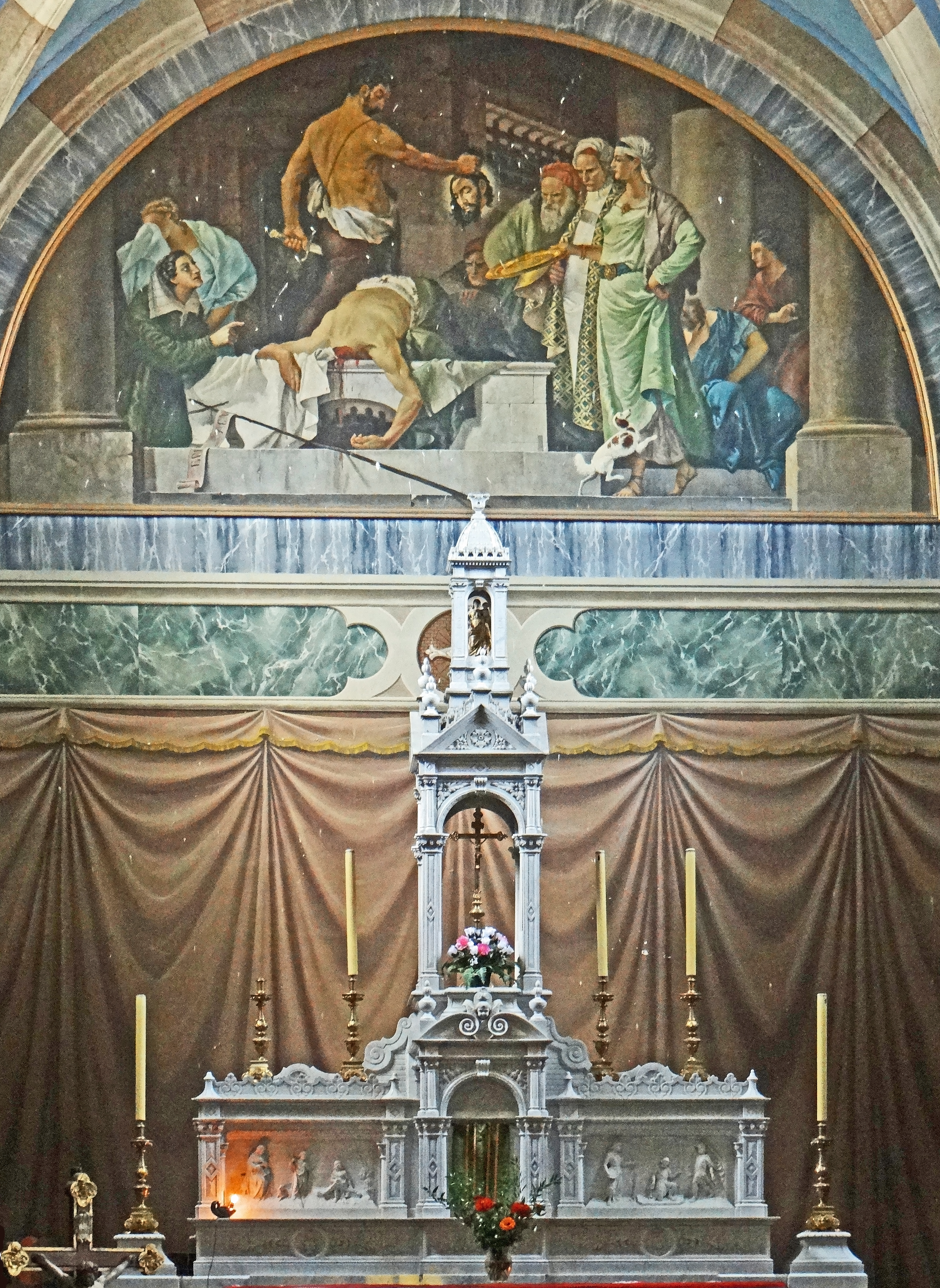
Le maître-autel et la peinture murale de la Décollation de saint Jean-Baptiste de Carlo Masutti
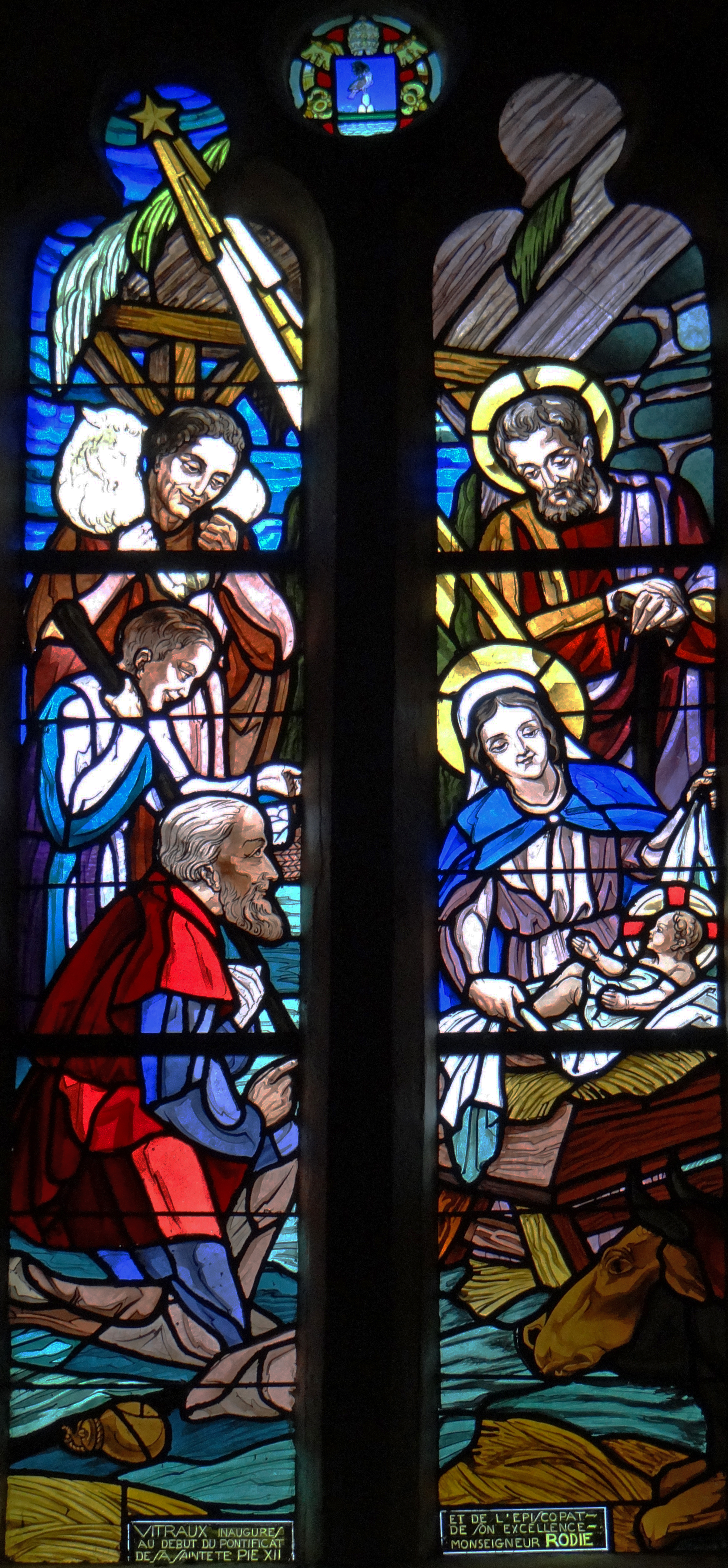
Vitrail de l'adoration des bergers de l'atelier Thomas à Valence (Drôme)
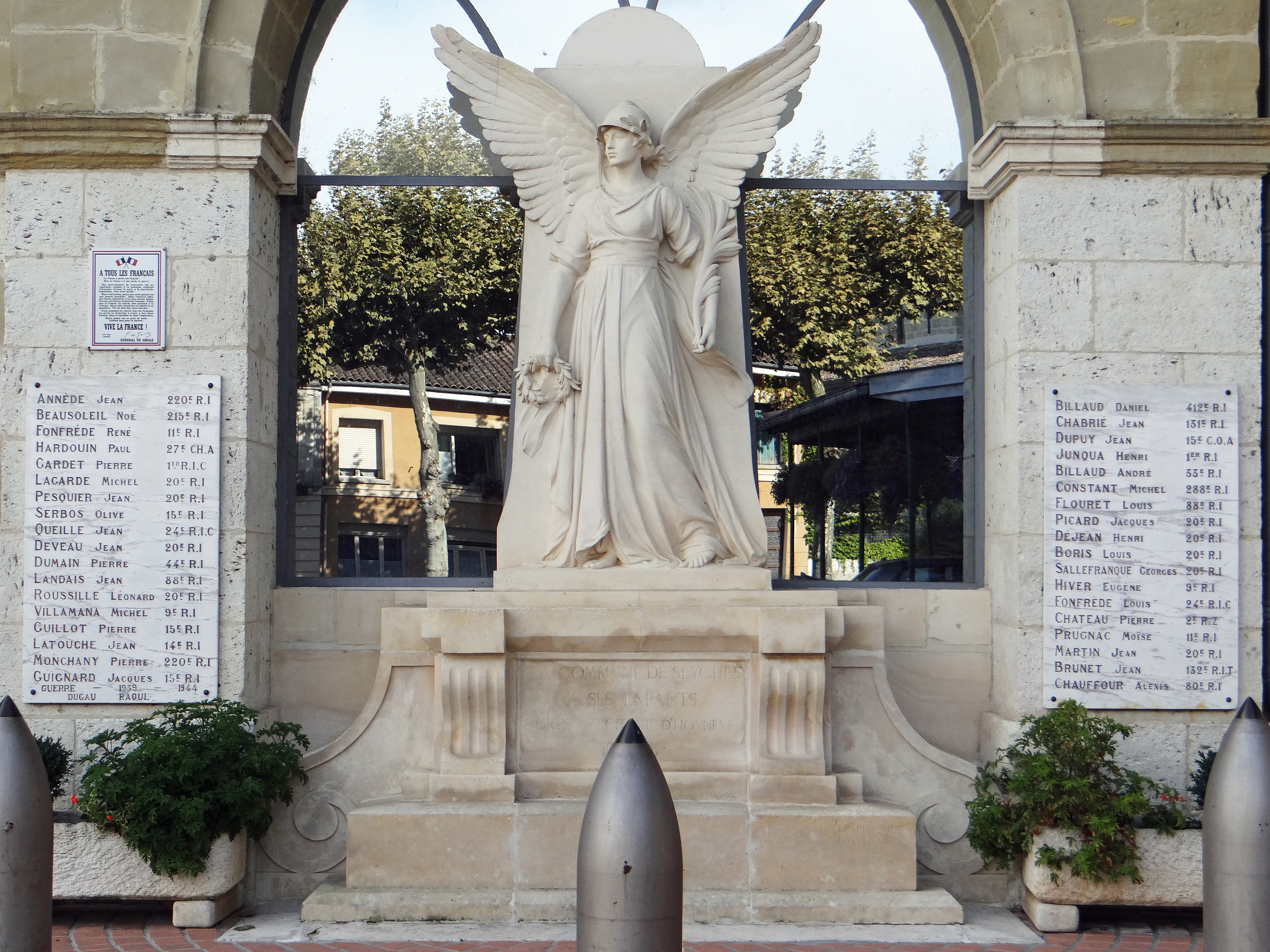
Le monument aux mortsChâteau Le Bouge à Seyches

### Personnalités liées à la commune
- Freddy Hufnagel, ancien joueur de basket-ball et capitaine de l'équipe de France de basket-ball
- Bellino Ghirard, évêque de Rodez de 1991 à 2011